# École supérieure d'infanterie de Tachkent

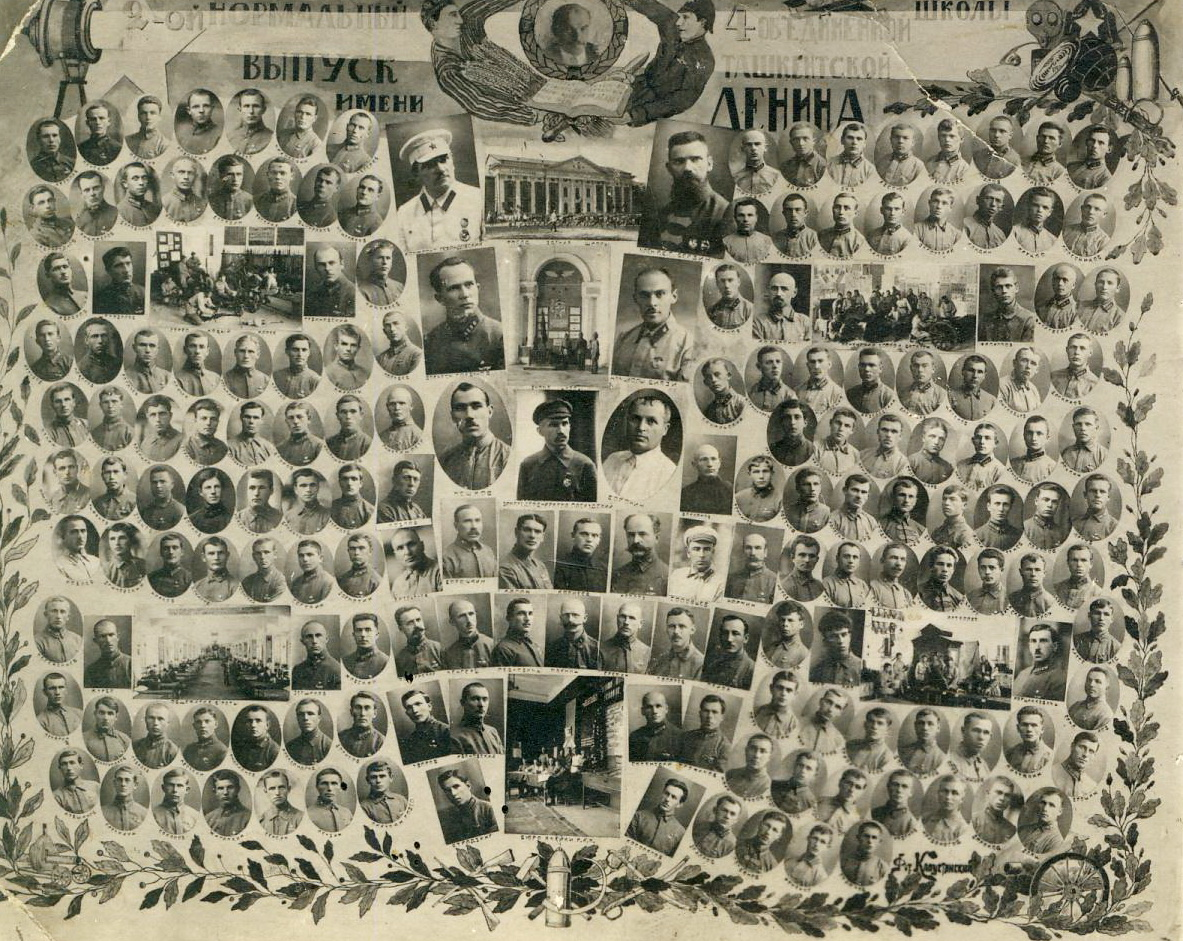
La deuxième remise de diplômes de la 4e école de commandement Lénine unifiée de Tachkent (aujourd'hui l'école supérieure de commandement des armes combinées de Tachkent)

L'École supérieure d'infanterie Lénine de Tachkent (Ташкентское высшее общевойсковое командное училище имени В. И. Ленина) est une ancienne école d'enseignement militaire située à Tachkent (république soviétique du Turkestan, puis république socialiste soviétique d'Ouzbékistan, jusqu'en 1991) qui fut instituée le 12 juillet 1918 par le commissariat militaire de la république soviétique du Turkestan pour la formation de futurs officiers de l'Armée rouge. La première promotion entre en septembre 1918 et les cours sont organisés à partir du 25 décembre suivant dans les locaux de l'ancienne école militaire des junkers située dans la forteresse de Tachkent. Elle a été fermée en 1991 au moment de l'indépendance de l'Ouzbékistan et sa bannière déposée au musée du ministère de la Défense d'Ouzbékistan.

## Historique
L'école est fondée pour former les futurs officiers de l'Armée rouge. Ses élèves prennent part au combat contre le soulèvement anti-bolchévique mené par Constantin Ossipov (1896-1919) en janvier 1919. Elle reçoit le nom d'École des instructeurs militaires du Turkestan Lénine, le 18 janvier 1919 et comprenait une quinzaine de classes de trente élèves. L'un de ses premiers directeurs (de novembre 1918 à la fin 1919) fut le général Alexandre Vostrosabline qui passa après la révolution d'Octobre de l'Armée impériale à l'Armée rouge et lutta contre les armées blanches contre-révolutionnaires au Turkestan. Une partie des professeurs étaient eux-mêmes issus de l'ancienne École militaire impériale de Tachkent (1914-1918).
L'école prend part aux combats de 1922 contre les soulèvements locaux fomentés par les partisans d'Enver Pacha. L'école est réunie en 1927 avec d'autres écoles militaires (l'école militaire des nationalités d'Asie centrale, l'école politico-militaire de Tachkent) et forme désormais l'école militaire réunie d'Asie centrale Lénine. Elle participe à la lutte contre Djounaïd-Khan et jusqu'en 1929 contre les indépendantistes et reçoit pour ce faire un Drapeau rouge d'honneur de la république soviétique d'Ouzbékistan en février 1930. À l'automne 1931, les élèves de l'école prennent de nouveau les armes contre les formations armées basmatchi dans le désert du Karakoum.
L'école est dirigée de 1932 à 1940 par le général Petrov qui se distinguera pendant la Grande Guerre patriotique, notamment du 5 août au 16 octobre 1941 dans la défense d'Odessa, puis à Sébastopol. L'école est renommée en 1937 École militaire du Drapeau rouge de Tachkent, tandis que les départements d'artillerie et de cavalerie sont déménagés dans d'autres académies militaires. L'école se concentre sur la formation d'infanterie. Elle participe héroïquement à la Grande Guerre patriotique. Plusieurs de ses anciens élèves deviennent des chefs distingués comme le futur général d'armée Alexandre Loutchinski (1900-1990), Héros de l'Union soviétique, le général d'armée Liachtchenko, etc. ou des officiers décorés comme Vladimir Karpov. Une quarantaine deviennent Héros de l'Union soviétique et des milliers sont décorés de médailles. L'école reçoit l'Ordre de l'Étoile rouge, le 30 août 1943.
L'école est dirigée après la guerre (1946-1949) par le général-major Fiodor Smekhotvorov (1900-1989), ancien combattant de Stalingrad, qui lui donne une grande impulsion à la fois théorique et pratique. L'école est qualifiée de supérieure en 1958 et ses cours s'étendent sur quatre années scolaires. Dans les années 1980, une grande partie de ses anciens élèves combattit pendant la guerre d'Afghanistan.
L'école a été transformée en école militaire ouzbèke en mars 1993, donnant naissance à l'École supérieure de commandement de Tachkent (Ташкентское высшее общевойсковое командное училище (ТВОКУ).

## Source
- (ru) Cet article est partiellement ou en totalité issu de l’article de Wikipédia en russe intitulé « Ташкентское высшее общевойсковое командное училище имени В. И. Ленина » (voir la liste des auteurs).